# Кузнецовка (Кальтовский сельсовет)
Кузнецовка (баш. Кузнецовка) — деревня в Иглинском районе Башкортостана, входит в состав Кальтовского сельсовета.

## Население
| 2002 | 2009 | 2010 |
| ---- | ---- | ---- |
| 66   | ↗76  | ↘58  |

Национальный состав
Согласно переписи 2002 года, преобладающие национальности — русские (53 %), белорусы (47 %).

## Географическое положение
Находится на правом берегу реки Сим.
Расстояние до:
- районного центра (Иглино): 28 км,
- центра сельсовета (Кальтовка): 5 км,
- ближайшей ж/д станции (Иглино): 28 км.